# زرد روغنی
زرد روغنی (گاهی زرد کبالتی نامیده می‌شود)، رنگدانه‌ای است که به قدری در نقاشی رنگ روغن و آبرنگ استفاده می‌شود. نام شاخص رنگ آن PY40 (چهلمین کد از رنگدانه‌های زرد) است. نخستین بار در سال ۱۸۳۱ توسط نیکولاس ولفگانگ فیشر در وروتسواف ساخته شد و آن را به عنوان "Doppelsalze" یا نمک‌های دوگانه توصیف کرد و ترکیب شیمیایی آن پتاسیم کوبالتینیتریت است. او دوباره آن را توصیف کرد و در سال ۱۸۴۲ به‌طور گسترده‌تر در مورد آن نوشت و آن را "Salpetrichtsaures Kobaltoxydkali" نامید. در سال‌های ۱۸۵۱–۱۸۵۲، ادوارد سنت اوره زرد کبالت را به‌طور مستقل فرآوری کرد. معرفی رنگ زرد کبالتی به عنوان رنگدانه هنرمندان به او نسبت داده می‌شود. تحقیقات گیتس روش‌های دقیق و پیشرفته برای تهیه زرد روغنی و همچنین روش‌های شناسایی آن در نقاشی‌ها را نشان می‌دهد.
رنگ زرد روغنی در برخی گزارش‌ها به عنوان دائمی رتبه‌بندی شده است، اما منابع دیگری وجود دارد که آن را در روغن‌ها ناپایدار ارزیابی می‌کنند، اما در آبرنگ آن را پایدار می‌دانند. برخی دیگر آن را در آبرنگ‌ها ناپایدار می‌دانند و به رنگ‌های خاکستری یا قهوه‌ای می‌گرایند. این یک رنگدانه شفاف، برای رنگ‌آمیزی ملایم، و با ارزش سبک و زرد متوسط است.